# DeMarcus Lawrence
DeMarcus Lawrence (Aiken, 2 aprile 1992) è un giocatore di football americano statunitense che milita nel ruolo di defensive end per i Seattle Seahawks della National Football League (NFL). Fu scelto nel corso del secondo giro (34º assoluto) del Draft NFL 2014 dai Dallas Cowboys. Al college giocò a football a Boise State.

## Carriera universitaria
Dopo aver giocato nel biennio 2010-2011 al Butler Community College di El Dorado, presso il quale collezionò 68 tackle di cui 27 con perdita di yard e 10 sack nel solo 2011 (nel 2010 fu infatti redshirt, cioè poteva allenarsi senza disputare incontri ufficiali) Lawrence si trasferì presso la Boise State University prima dell'inizio della stagione 2012.
Nel 2012 fu titolare in tutti ed 11 gli incontri cui prese parte, guidando subito la difesa dei Broncos con 13 tackle con perdita di yard e 9,5 sack oltre a risultare primo defensive lineman con 48 tackle totali di cui 24 solitari. Con una media di 0,86 sack a partita fu primo nella Mountain West Conference (MWC) e 18º a livello nazionale, mentre con una media di 1,23 tackle con perdita di yard fu nuovamente primo nella MWC e 31º a livello nazionale. Egli inoltre forzò 4 fumble recuperandone altri 2, guadagnandosi l'inserimento nel First-team All-MWC. Nel 2013, in 12 incontri (disputati tutti come titolare), continuò a macinare statistiche importanti chiudendo al terzo posto di squadra con 72 tackle (39 solitari) ed al sesto a livello nazionale con 20,5 tackle con perdita di yard, cui aggiunse 10,5 sack e 3 fumble forzati. Con una media di 1,7 tackle con perdita di yard e 0,88 sack a partita fu rispettivamente 3º e 10º a livello nazionale, guadagnandosi in tal modo un secondo inserimento nel First-team All-MWC oltre che l'inserimento nel Second team All-American da parte della Walter Camp Football Foundation.
Vittorie e premi
- Second team All-American (2013)
- First-team All-MWC (2012, 2013)

## Carriera professionistica

### Dallas Cowboys
Al termine della stagione 2013 Lawrence decise di rendersi eleggibile per il Draft NFL 2014, venendo pronosticato per essere selezionato durante il secondo giro. Fu scelto come 34º dai Dallas Cowboys. Debuttò come professionista nella settimana 9 contro gli Arizona Cardinals e da quel momento scese in campo in tutte le restanti sei partite della stagione regolare.
Il 4 gennaio 2015, nel primo turno di playoff contro i Lions, recuperò quello che sembrò essere il fumble decisivo di Matthew Stafford che avrebbe dato ai Cowboys la certezza della vittoria, ma se lo fece a sua volta sfuggire, venendo recuperato da un giocatore avversario. Un minuto dopo però, si rifece mettendo a segno il primo sack in carriera su Stafford, forzando a sua volta un fumble e recuperandolo nuovamente, questa volta chiudendo davvero la partita. Fu la prima vittoria di Dallas ai playoff dal 2009.
Nella stagione 2015, Lawrence divenne stabilmente titolare. La prima gara con più di un sack in carriera fu nella vittoria del tredicesimo turno in casa dei Redskins nel Monday Night Football, partita in cui forzò anche il suo primo fumble.
Il 20 aprile 2016, Lawrence fu sospeso per quattro partite per uso di sostanze dopanti.
Nei primi tre turni della stagione 2017, Lawrence guidò la NFL con 6,5 sack, tre dei quali nella vittoria della terza gara sugli Arizona Cardinals che gli valsero il premio di miglior difensore della NFC della settimana. Alla fine di settembre fu premiato come difensore del mese della NFC. A fine stagione fu convocato per il suo primo Pro Bowl e inserito nel Second-team All-Pro dall'Associated Press dopo essersi classificato secondo nella NFL con 14,5 sack.
Nel quarto turno della stagione 2018, Lawrence mise a segno un massimo stagionale di 3 sack nella vittoria sui Detroit Lions. A fine stagione fu convocato per il suo secondo Pro Bowl.
Nel marzo 2022 Lawrence firmò un rinnovo contrattuale triennale del valore di 40 milioni di dollari. Nel quinto turnò recuperò un fumble dei Los Angeles Rams, ritornandolo per 19 yard in touchdown. A fine stagione fu convocato per il suo terzo Pro Bowl dopo 6 sack e 3 fumble forzati.
Nel 2023 Lawrence fu convocato per il suo quarto Pro Bowl al posto di Nick Bosa, impegnato nel Super Bowl LVIII, dopo avere fatto registrare 50 placcaggi, 4 sack e un fumble forzato.
Lawrence mise a segno 3 sack nelle prime quattro partite della stagione 2024 prima di subire un grave infortunio al piede che lo tenne fuori per il resto dell'annata.

### Seattle Seahawks
Il 12 marzo 2025 Lawrence firmó un contratto triennale del valore di 42 milioni di dollari con i Seattle Seahawks.

## Palmarès
- Convocazioni al Pro Bowl: 4

2017, 2018, 2022, 2023
- Second-team All-Pro: 1

2017
- Difensore della NFC del mese: 1

settembre 2017
- Difensore della NFC della settimana: 1

3ª del 2017